# Mnium acanthoneuron
Mnium acanthoneuron là một loài Rêu trong họ Mniaceae. Loài này được (Schwägr.) G.N. Jones mô tả khoa học đầu tiên năm 1930.